# Laura Alonsopérez
Laura Alonsopérez (Punta del Este, Maldonado) es una actriz y bailarina uruguaya, primera dama del Uruguay desde el 1 de marzo de 2025 por su matrimonio con Yamandú Orsi, actual presidente de la República Oriental del Uruguay. 

## Biografía
Tiene dos hermanas, la psicóloga Ana Inés y la bióloga Mariana Alonsopérez.

Alonsopérez es madre de los mellizos Lucía y Victorio.  La familia reside en la localidad de Salinas.
Ha participado en varias obras de coreografía y danza en su desarrollo profesional
Es miembro del Frente Amplio.

## Controversias
En el acto protocolar de asunción a la presidencia de su esposo Yamandú Orsi, Alonsopérez fue cuestionada por su efusivo saludo en el balcón del Palacio Estévez. La primera dama saludó eufóricamente a los presentes haciendo el gesto "v" de victoria.
Su escasa participación política también ha sido objeto de controversias.